# In Darkness (film 2011)
In Darkness (W ciemności) è un film del 2011 diretto da Agnieszka Holland. Il film è basato su un episodio avvenuto durante la seconda guerra mondiale, è tra i film nominati come miglior film straniero ai Premi Oscar 2012. Il film è tratto dal libro In The Sewers of Lvov di Robert Marshall, tradotto in italiano con il titolo In fuga dai nazisti.
Dedicato a Marek Edelman e basato sul libro In the Sewers of Lvov (1990) di Robert Marshall, il film racconta la drammatica vicenda di Leopold Socha, un operaio fognario che durante l'occupazione nazista in cambio di denaro (usato per il loro mantenimento) nascose nelle fogne della città di Leopoli diverse famiglie ebree, rifornendole di acqua e cibo per 14 mesi e salvandole così da morte certa.

## Trama
Polonia 1943, sotto l'occupazione nazista: Leopold Socha, operaio nelle fognature e ladruncolo, si industria in piccoli furti ed espedienti, assieme al suo fidato collega Szczepek Wróblewsk, per garantire la sopravvivenza a se stesso e della sua famiglia. Il suo amico Bortnik, un ufficiale ucraino, avanza la promessa di una vita migliore: tutto quello che Socha deve fare è trovare gli ebrei nascosti nelle fogne. Dopotutto, nessuno conosce meglio di lui e Szczepek il condotto fognario, che utilizzano per nascondere la refurtiva. Ben presto Socha e Szczepek si imbattono in un gruppo di ebrei che vuole nascondersi nelle fognature per tentare di fuggire all'imminente rastrellamento del ghetto. I fuggiaschi gli offrono del denaro in cambio di protezione. Sebbene Socha sia pienamente consapevole che aiutare un ebreo potrebbe voler dire fucilazione immediata per lui e la sua famiglia, considera la proposta come un modo per ottenere soldi facili, così stringe un accordo.
Nel gruppo Mundek Marguiles non si fida per niente di lui, temendo che Socha possa denunciarli per ottenere un compenso. Ciononostante, quando i nazisti battono in perlustrazione, Socha aiuta gli ebrei, tra cui due bambini, a rifugiarsi nelle fogne.
Iniziano le difficoltà per Socha, che deve fugare i sospetti di Bortnik, sempre più convinto che l'amico abbia un segreto. Anche Szczepek, dopo un aspro litigio con l'amico e non reggendo più la pressione, decide di abbandonare Socha, piuttosto che correre il rischio di essere fucilato. Socha valuta la situazione: da una parte il denaro (non sufficiente) che riceve, dall'altra la minaccia di morte certa per lui e la sua famiglia. Sopraffatto dalla pressione, come Szczepek, decide di abbandonare il gruppo al suo destino.
Tuttavia, capitano due episodi assolutamente imprevisti: Socha aiuta i due bambini che si erano persi nelle fogne a tornare al nascondiglio e riunirsi alla famiglia; e salva la vita a Mundek aiutandolo a uccidere un miliziano tedesco, che l'aveva sorpreso ad infiltrarsi tra il gruppo di deportati di Janowska, quindi si rende conto che non può abbandonare queste persone.
L'eroico atto di Socha di uccidere il soldato costa l'impiccagione di dieci polacchi innocenti, tra cui l'amico Szczepek. Socha addolorato per la perdita dell'amico, piange la sua morte.
Le prove per Socha e il gruppo sono incessanti. Il nuovo collega di lavoro di Socha riesce a scovare il nascondiglio del gruppo di ebrei e corre a denunciarli. Socha è costretto a far cambiare il nascondiglio al gruppo portandolo in un altro condotto fognario, proprio sotto una chiesa cristiana. Chaja è costretta a partorire lì con conseguenze tragiche.
Mundek si innamora della giovane e risoluta Klara e, senza avvisare i compagni, decide di intrufolarsi dentro Janowska, dove si trova la sorella dell'amata e liberarla. Con l'aiuto di Socha riesce ad introdurvisi ma fallisce a convincere la ragazza a scappare con lui, quindi torna deluso da Klara, la quale, preoccupata per la sua assenza, accetta la decisione della sorella e ricambia, finalmente, il suo amore.
Il giorno della comunione della figlia di Socha, un'alluvione improvvisa e devastante inonda le fognature trasformando il nascondiglio degli ebrei in una trappola mortale. Verso la fine della cerimonia Socha si separa dalla famiglia per andare in aiuto ai suoi amici, ma si imbatte in un gruppo di miliziani, tra cui Bortnik che viene mandato a perlustrare le fogne insieme a lui, qui scopre l'effettivo
tradimento dell'amico e lo minaccia puntadogli la pistola, ma Socha riesce a fuggire mentre Bortnik viene travolto dall'acqua e, in seguito, muore dopo un colpo alla testa. Gli ebrei riescono miracolosamente a sopravvivere all'annegamento e riescono a tenersi nascosti fino alla fine dell'arrivo dell'Armata Rossa. Il film si conclude con Socha, la sua famiglia e il gruppo di ebrei che festeggiano la fine della guerra.
Una scritta prima dei titoli di coda dice che nel 1978 lo Yad Vashem riconobbe Leopold Socha Giusto tra le nazioni. Socha morì nel 1946 tentando di salvare sua figlia dall'essere investita da un mezzo militare russo fuori controllo. Durante il funerale sui muri è apparsa una scritta: "Questa è la punizione di Dio per aver aiutato gli ebrei".
E la regista conclude il film scrivendo: "Come se avessimo bisogno di un Dio per punirci l'un l'altro”.

## Produzione
Le riprese furono effettuate tra il gennaio e l'aprile del 2010, nelle città di: Varsavia, Piotrków Trybunalski, Łódź, Berlino e Lipsia. Il film è una coproduzione polacca-tedesca-canadese.

## Distribuzione
Il film è stato il primo lungometraggio presentato al 23º Festival del film polacco durante la serata di gala di apertura, a Chicago.
Il film è stato mostrato la prima volta al pubblico il 2 settembre 2011 al Telluride Film Festival negli Stati Uniti. Il 15 settembre 2011 è uscito nei cinema della Polonia. In Italia è stato distribuito nei cinema il 24 gennaio 2013 da Good Films.